# Роберт Мазань
Роберт Мазань (словац. Róbert Mazáň; 9 лютого 1994, Тренчин, Словаччина) — словацький футболіст, захисник клубу «Млада Болеслав» і збірної Словаччини.

## Клубна кар'єра
Мазань — вихованець клубу «Тренчин» зі свого рідного міста. 28 серпня 2011 року в матчі проти трнавського «Спартака» він дебютував у чемпіонаті Словаччини. 6 квітня 2013 року в поєдинку проти «Татрана» Роберт забив свій перший гол за «Тренчин». На початку 2014 року Мазань перейшов до «Сениці». 1 березня у матчі проти «Злате-Моравце» він дебютував за нову команду.
На початку 2015 року Мазань перейшов до польського «Подбескідзе». 29 квітня в матчі проти «Леха» він дебютував у польській Екстраклясі.
Влітку 2015 року Роберт в пошуках ігрової практики, на правах оренди повернувся на батьківщину в «Жиліну». 2 серпня в матчі проти миявського «Спартака» він дебютував за нову команду. По закінченні оренди клуб викупив його трансфер. 13 травня 2017 року в поєдинку проти свого колишнього клубу «Сениці» Мазань забив свій перший гол за «Жиліну». Того ж сезону він став чемпіоном Словаччини.
На початку 2018 року Мазань перейшов до іспанської «Сельти». 3 лютого в матчі проти «Алавеса» він дебютував у Ла Лізі.
У січні 2019 року Мазань перейшов до «Венеції» на правах оренди. Пізніше того ж року також на умовах оренди став гравцем «Тенерифе».
2020 року уклав повноцінний контракт з чеським клубом «Млада Болеслав».

## Кар'єра в збірній
2017 року в складі молодіжної збірної Словаччини Мазань взяв участь у молодіжному чемпіонаті Європи в Польщі. На турнірі він зіграв у матчах проти команд Польщі, Англії та Швеції.
8 жовтня 2017 року у відбірному матчі чемпіонату світу 2018 проти збірної Мальти Мазань дебютував за збірну Словаччини, замінивши у другому таймі Томаша Губочана.

## Статистика виступів
Станом на матч, що відбувся 22 грудня 2018 
| Клуб               | Сезон                  | Ліга                   | Ліга | Ліга | Національний кубок | Національний кубок | Європа | Європа | Загалом | Загалом |
| Клуб               | Сезон                  | Дивізіон               | Ігри | Голи | Ігри               | Голи               | Ігри   | Голи   | Ігри    | Голи    |
| ------------------ | ---------------------- | ---------------------- | ---- | ---- | ------------------ | ------------------ | ------ | ------ | ------- | ------- |
| Тренчин            | 2011–12                | Цоргонь ліга           | 7    | 0    | 0                  | 0                  | —      | —      | 7       | 0       |
| Тренчин            | 2012–13                | Цоргонь ліга           | 30   | 1    | 0                  | 0                  | —      | —      | 30      | 1       |
| Тренчин            | 2013–14                | Цоргонь ліга           | 18   | 0    | 0                  | 0                  | 3      | 0      | 21      | 0       |
| Тренчин            | Загалом за Тренчин     | Загалом за Тренчин     | 55   | 1    | 0                  | 0                  | 3      | 0      | 58      | 1       |
| Сениця             | 2013–14                | Цоргонь ліга           | 11   | 0    | 2                  | 0                  | 0      | 0      | 13      | 0       |
| Сениця             | 2014–15                | Фортуна ліга           | 18   | 0    | 1                  | 0                  | —      | —      | 19      | 0       |
| Сениця             | Загалом за Сеницю      | Загалом за Сеницю      | 29   | 0    | 3                  | 0                  | 0      | 0      | 32      | 0       |
| Подбескідзе        | 2014–15                | Екстракляса            | 2    | 0    | 3                  | 0                  | —      | —      | 5       | 0       |
| Жиліна (оренда)    | 2015–16                | Фортуна ліга           | 17   | 0    | 4                  | 0                  | 1      | 0      | 22      | 0       |
| Жиліна II (оренда) | 2015–16                | DOXXbet liga - West    | 3    | 0    | —                  | —                  | —      | —      | 3       | 0       |
| Жиліна             | 2016–17                | Фортуна ліга           | 13   | 1    | 1                  | 0                  | —      | —      | 14      | 1       |
| Жиліна             | 2017–18                | Фортуна ліга           | 17   | 0    | 1                  | 0                  | 2      | 0      | 20      | 0       |
| Жиліна             | Загалом за Жиліну      | Загалом за Жиліну      | 30   | 1    | 2                  | 0                  | 2      | 0      | 34      | 1       |
| Жиліна II          | 2016–17                | DOXXbet liga - West    | 5    | 0    | —                  | —                  | —      | —      | 5       | 0       |
| Сельта Віго        | 2017–18                | Ла-Ліга                | 2    | 0    | 0                  | 0                  | —      | —      | 2       | 0       |
| Сельта Віго        | 2018–19                | Ла-Ліга                | 1    | 0    | 1                  | 0                  | —      | —      | 2       | 0       |
| Сельта Віго        | Загалом за Сельту Віго | Загалом за Сельту Віго | 3    | 0    | 1                  | 0                  | 0      | 0      | 4       | 0       |
| Загалом за кар'єру | Загалом за кар'єру     | Загалом за кар'єру     | 142  | 2    | 10                 | 0                  | 6      | 0      | 158     | 2       |

1. 1 2  Ігри в Лізі Європи
2. ↑  Ігри в Лізі чемпіонів

### Статистика виступів за збірну
Станом на 16 листопада 2020
| Дата       | Місто      | Господарі  | Результат               | Гості      | Турнір                               | Голи | Примітки |
| ---------- | ---------- | ---------- | ----------------------- | ---------- | ------------------------------------ | ---- | -------- |
| 8-10-2017  | Трнава     | Словаччина | 3 – 0                   | Мальта     | Відбір до ЧС 2018                    | -    | 87'      |
| 14-11-2017 | Трнава     | Словаччина | 1 – 0                   | Норвегія   | товариський матч                     | -    | 63'      |
| 22-3-2018  | Бангкок    | ОАЕ        | 1 – 2                   | Словаччина | товариський матч                     | -    | 78'      |
| 25-3-2018  | Бангкок    | Таїланд    | 2 – 3                   | Словаччина | товариський матч                     | -    |          |
| 31-5-2018  | Трнава     | Словаччина | 1 – 1                   | Нідерланди | товариський матч                     | -    |          |
| 5-9-2018   | Трнава     | Словаччина | 3 – 0                   | Данія      | товариський матч                     | -    |          |
| 7-6-2019   | Трнава     | Словаччина | 5 – 1                   | Йорданія   | товариський матч                     | -    |          |
| 13-10-2019 | Братислава | Словаччина | 1 – 1                   | Парагвай   | товариський матч                     | -    | 87'      |
| 8-10-2020  | Братислава | Словаччина | 0 – 0 д.ч. (4 – 2 п.п.) | Ірландія   | Відбір до ЧЄ 2020                    | -    |          |
| 14-10-2020 | Трнава     | Словаччина | 2 – 3                   | Ізраїль    | Ліга націй УЄФА 2020-2021 - 1-й етап | -    |          |
| 15-11-2020 | Трнава     | Словаччина | 1 – 0                   | Шотландія  | Ліга націй УЄФА 2020-2021 - 1-й етап | -    | 77'      |
| Усього     |            | Матчів     | 11                      |            | Голів                                | 0    |          |

## Досягнення
«Жиліна»
- Чемпіон Словаччини: 2016/17

«Паневежис»
- Володар Суперкубка Литви: 2024